# Westeinde (Bodegraven-Reeuwijk)
De buurtschap Westeinde ligt tussen de dorpskernen Driebruggen en Waarder in de gemeente Bodegraven-Reeuwijk in de Nederlandse provincie Zuid-Holland. Het Westeinde is een slingerende dijk, die zijn functie van regionale verbindingsweg heeft verloren. Daarvoor is een nieuwe weg (De Groendijck) aangelegd, die het Westeinde op twee plaatsen snijdt. Hierdoor is het Westeinde in drie delen verdeeld. Van oorsprong zaten er voornamelijk agrarische bedrijven aan het Westeinde. Tegenwoordig is er steeds meer private bewoning en de vestiging van agrarische hulpbedrijven of grondgebonden niet-agrarische bedrijven. Veel oorspronkelijke boerderijen zijn nog gefundeerd op bundels wilgentakken, omwikkeld met dierenhuiden. Fundering is noodzakelijk, omdat het hier een veenweidegebied betreft.
In het verlengde van deze buurtschap ligt in de richting van Woerden het Oosteinde. Ook dit deel behoort tot gemeente Bodegraven-Reeuwijk. Aan de zuidzijde wordt het weidelandschap van beide buurtschappen begrensd door de Ruigeweidse Achterkade, overgaand in de Oostkade. Het betreft tevens de scheiding tussen de provincies Zuid-Holland en Utrecht.

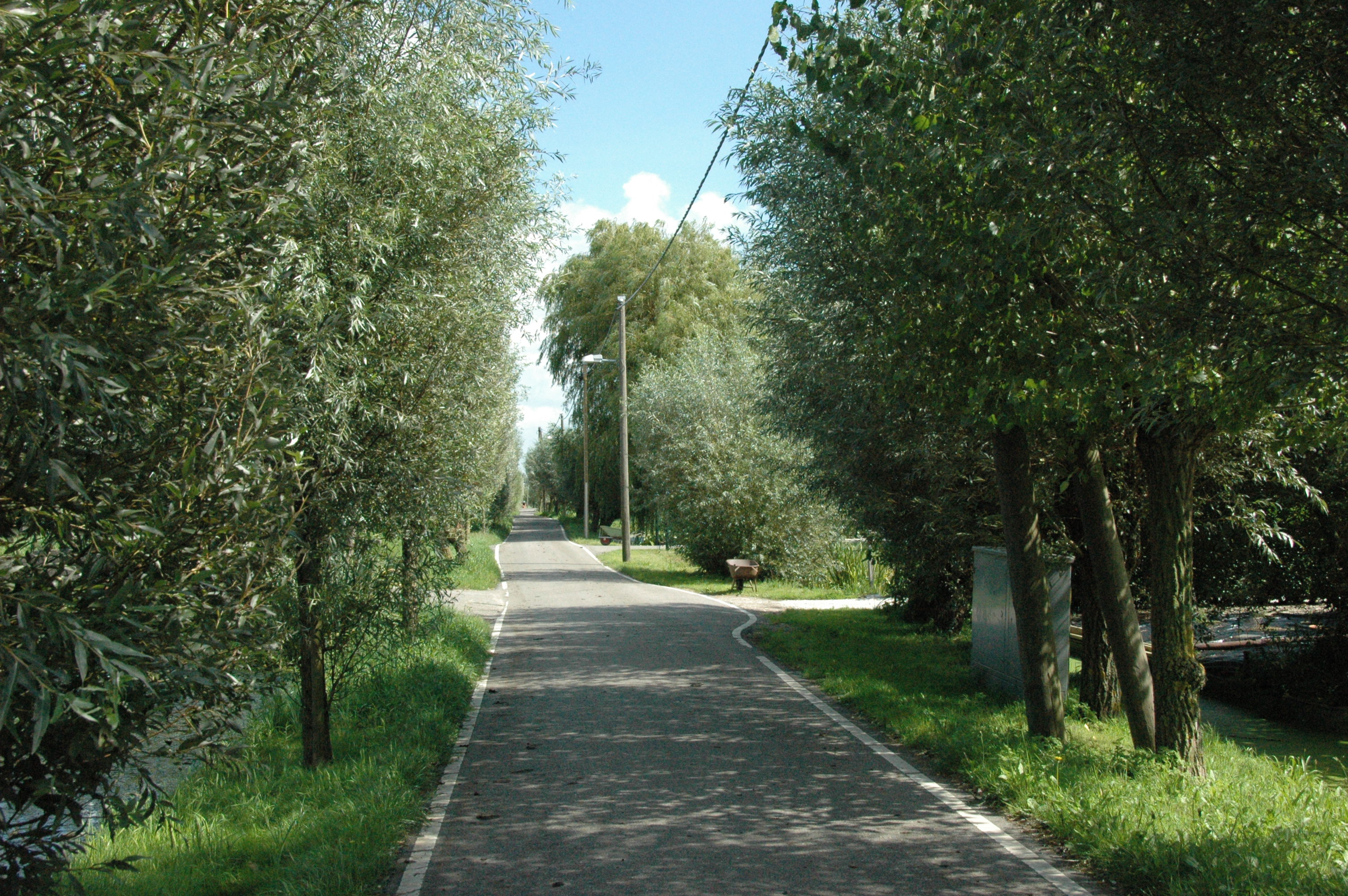
Westeinde te Waarder, gemeente Bodegraven-Reeuwijk

Dorpen: Bodegraven · De Meije · Driebruggen · Nieuwerbrug · Reeuwijk-Brug · Reeuwijk-Dorp · Sluipwijk · Waarder

Buurtschappen: Abessinië · De Bree · Foreest · Hogebrug · Langeweide · Middelburg (deels) · Molenbrug · Noordzijde · Oosteinde · Oud-Reeuwijk · Oud-Bodegraven · Oudeweg · Oukoop · Platteweg · Randenburg · Tempel · Twaalfmorgen · Vogelzang/Blindeweg · Westeinde · Weijland · Weijpoort · Zuidzijde

Zuid-Holland: Steden en dorpen      Nederland: Provincies · Gemeenten